# Femoracoelotes platnicki
Espèce
Synonymes
- Coelotes platnicki Wang & Ono, 1998

Femoracoelotes platnicki est une espèce d'araignées aranéomorphes de la famille des Agelenidae.

## Distribution
Cette espèce se rencontre à Taïwan et au Japon sur Iriomote-jima.

## Description
Le mâle holotype mesure 6,73 mm et la femelle paratype 7,71 mm.
Le mâle décrit par Suzuki et Okumura en 2023 mesure 7,11 mm et la femelle 8,13 mm.

## Systématique et taxinomie
Cette espèce a été décrite sous le protonyme Coelotes platnicki par Wang et Ono en 1998. Elle est placée dans le genre Femoracoelotes par Wang en 2002.

## Étymologie
Cette espèce est nommée en l'honneur de Norman I. Platnick.

## Publication originale
- Wang & Ono, 1998 : « The coelotine spiders (Araneae, Amaurobiidae) of Taiwan. » Bulletin of the National Museum of Nature and Science, sér. A, vol. 24, p. 141-159 (texte intégral).